# Ökomodernismus
Ökomodernismus, auch Ökopragmatismus, ist ein Gedankenkonzept im Bereich des Umweltschutzes, das sich in Opposition zum Mainstream der Umweltbewegung sieht. Kernpunkte des Ökomodernismus sind die „Entkoppelung vom Naturverbrauch“ (Ökologisch-ökonomische Entkopplung) und die generelle Ansicht, dass Industrialisierung, Globalisierung und Modernisierung untrennbar von Klima- und Naturschutz sind. 
Zuerst verwendet wurde der Begriff von Wissenschaftlern des amerikanischen Breakthrough Institute, die sich selbst in ihrem „Ecomodernist Manifesto“ als Ökomodernisten bzw. -pragmatiker bezeichnen. Zu den Verfassern des Manifestes gehören Joyashree Roy, Barry Brook, Ruth DeFries, Michael Shellenberger und Ted Nordhaus. Unter den 18  Unterzeichnern sind auch John Asafu-Adjaye, Stewart Brand, Mark Lynas, Roger A. Pielke junior, Mark Sagoff und Robert Stone.

## Positionen
Die ökomodernistische Position betont die zentrale Bedeutung der Versorgungssicherheit und verbindet diese mit globalen Anforderungen an soziale Sicherheit, Umwelt- und Klimaschutz. Nach Ansicht der Ökomodernisten ist wirtschaftliches Wachstum in Schwellen- und Entwicklungsländern eine essenzielle Voraussetzung für soziale Entwicklung und gesellschaftliche Teilhabe. Um diesen Fortschritt jedoch ressourcenschonend und mit einer stabilen Energieversorgung für breite Bevölkerungsschichten zu ermöglichen, sei Kernenergie unverzichtbar. Häufig wird sie in diesem Zusammenhang als Ergänzung zu erneuerbaren Energien betrachtet. Im Gegensatz zur Vorstellung der Kernenergie als reine Brückentechnologie, die lediglich den Übergang zu künftigen, effizienteren Lösungen überbrücken soll, sehen Ökomodernisten sie als langfristige Schlüsseltechnologie.
Ökomodernisten wollen sich von den gängigen und weit verbreiteten Ansichten zu den Themen Umwelt und Klima abheben und eine Alternative für eine Debatte bieten, die ihrer Ansicht nach festgefahren scheint. Sie bezweifeln meistens, dass kulturelle Änderungen, die von vielen Umweltschützern gefordert werden (weniger Konsum, mehr Subsistenz etc.), erreichbar sind. Insbesondere in Hinsicht auf die weiterhin weit verbreitete Armut in großen Teilen der Welt sei das naiv. Sie gehen davon aus, dass die meisten Umweltprobleme technologisch gelöst werden können.
Ein bedeutendes Dokument der Ökomodernisten ist das Ecomodernist Manifesto. Zu seinen wichtigsten Punkten gehören:
1. Die Intensivierung von Landwirtschaft, Aquakultur, Energieerzeugung und menschlicher Siedlungsflächen sollen nach dem Prinzip des land sparing die Natur schonen.
2. Energie sei essentiell für eine effektivere Nutzung von natürlichen Ressourcen (bspw. Wasserreinigung und -entsalzung, Recycling, intensive Landwirtschaft mit minimalem Flächenverbrauch), d. h. billigere Energie sei ein sehr wichtiger Faktor für die Realisierung solcher Technologien. Dabei gelten Kern- und Solarenergie langfristig als die effizientesten Energieerzeuger.
3. Ernsthafte Bedrohungen seien der Klimawandel, die Ausdünnung der Ozonschicht und Versauerung der Meere.
4. Generelle Abhängigkeit von der Natur sei zu reduzieren, um diese schützen zu können.
5. Globale Urbanisierung soll den Naturverbrauch reduzieren und Wachstum fördern.
6. Nachhaltigkeit sei durch Renaturierung und Neubewilderung des Planeten zu erreichen.
7. Klimaschutz dürfe nicht bedingungslos vor die Interessen der Menschen vor allem in ärmeren Ländern gestellt werden.
8. Staaten und Gesellschaften müssten ihre Energien darauf verwenden, diese Ziele zu erreichen. Moderne Lebensstandards in der Welt und die Förderung von Entwicklungs- und Schwellenländern müssten priorisiert werden. Die Mittel dafür seien eigentlich vorhanden. Dazu müssten aber auch ideologische Vorbehalte aus dem Weg geräumt werden.

## Kritik
Im Buch Perspektiven der Nachhaltigkeit: Vom Leitbild zur Erfolgsstrategie, herausgegeben von Arnd Hardtke und Marco Prehn, wird bemängelt: „Öko-Effizienz und Öko-Modernismus wurden beide aus der Industrie heraus entwickelt. Sie sind nicht mit einer nachhaltigen Entwicklung in Übereinstimmung zu bringen, weil sie untrennbar mit Wachstum, Globalisierung und Freihandel (als Gegenpol zu fairem Handel) verbunden sind.“
Eine generelle Kritik von land-sparing-Ansätzen, wie der der Ökomodernisten, übte der deutsche Ökologe Jörn Fischer von der Leuphana Universität Lüneburg. Er argumentierte, die Debatten seien zu sehr auf technologische Aspekte fokussiert und ließen sozio-ökonomische und kulturelle Faktoren außer Acht.